# Yuri van Gelder
Lambertus Hendrikus Yuri van Gelder (* 20. April 1983 in Waalwijk) ist ein niederländischer Turner. Sein Spezialgerät sind die Ringe. An diesem wurde er 2005 Weltmeister, ebenso konnte er drei Europameistertitel an diesem Gerät erreichen. 2005 wurde er zum niederländischen Sportler des Jahres gewählt.

## Biografie

### Jugend
Mit fünf Jahren begann der in Waalwijk (Provinz Nordbrabant) geborene van Gelder mit dem Turnen. 1997 wurde er in das Nationalteam aufgenommen.

### Sportkarriere
In Anaheim nahm er zum ersten Mal an Turn-Weltmeisterschaften (Gerätturnen) teil, turnte aber nur an den Ringen und erreichte deswegen bloß den 316. Platz.
Bei den Turn-Weltmeisterschaften 2005 im australischen Melbourne wurde er der erste niederländische Turnweltmeister seit 1903. Mit 9,725 Punkten gewann er das Finale an den Ringen vor dem Russen Alexander Safoschkin und dem Italiener Matteo Morandi. In den folgenden Jahren konnte er auf Europaebene mehrmals den Titel an seinem Spezialgerät holen, auf internationaler Ebene erreichte er immerhin noch zweimal das Podest. Durch seine Erfolge an den Ringen erwarb er sich den Spitznamen „Lord of the Rings“.

### Drogenmissbrauch
Am 13. Juli 2009 gab er zu, dass er drei Tage vor den Niederländischen Meisterschaften in Rotterdam Kokain genommen hatte. Van Gelder sagte, dass er diesen Ausrutscher bedaure und nannte sich „unglaublich dumm“. Infolgedessen wurde er aus dem Niederländischen Turnerbund ausgestoßen, zudem wurde er von seinem Arbeitgeber, dem niederländischen Heer, entlassen. Während seiner Suspendierung arbeitete der russisch-niederländische Trainer Boris Orlov weiter mit van Gelder.

### Olympische Spiele in Rio und London
Yuri van Gelder wurde für die Qualifikation zu den Olympischen Sommerspielen 2012 in London zugelassen, qualifizierte sich aber nicht. Mit Blick auf die Olympischen Sommerspiele 2016 in Rio de Janeiro trainierte er weiter, vor allem an den Ringen. Tatsächlich gelang es ihm sich mit dem Nationalteam einen Startplatz zu sichern. Während der Olympischen Spiele konnte er sich als Nachrücker für den verletzten Franzosen Samir Aït Saïd für das Ringefinale qualifizieren, wurde aber von seinem NOK von dem Wettkampf zurückgezogen, da er die Regeln des Teams durch eine Sauftour nach der erfolgreichen Qualifikation gebrochen habe.